# Tomicodon reitzae
Tomicodon reitzae är en fiskart som beskrevs av Briggs 2001. Tomicodon reitzae ingår i släktet Tomicodon och familjen dubbelsugarfiskar. Inga underarter finns listade i Catalogue of Life.